# Maroggia
Maroggio is een plaats en voormalige gemeente in het Zwitserse kanton Ticino, en maakt deel uit van het district Lugano.
Maroggia telt 586 inwoners.
De plaats maakt sinds 10 april 2022 deel uit van de gemeente Val Mara.